# Carsten Nicolai

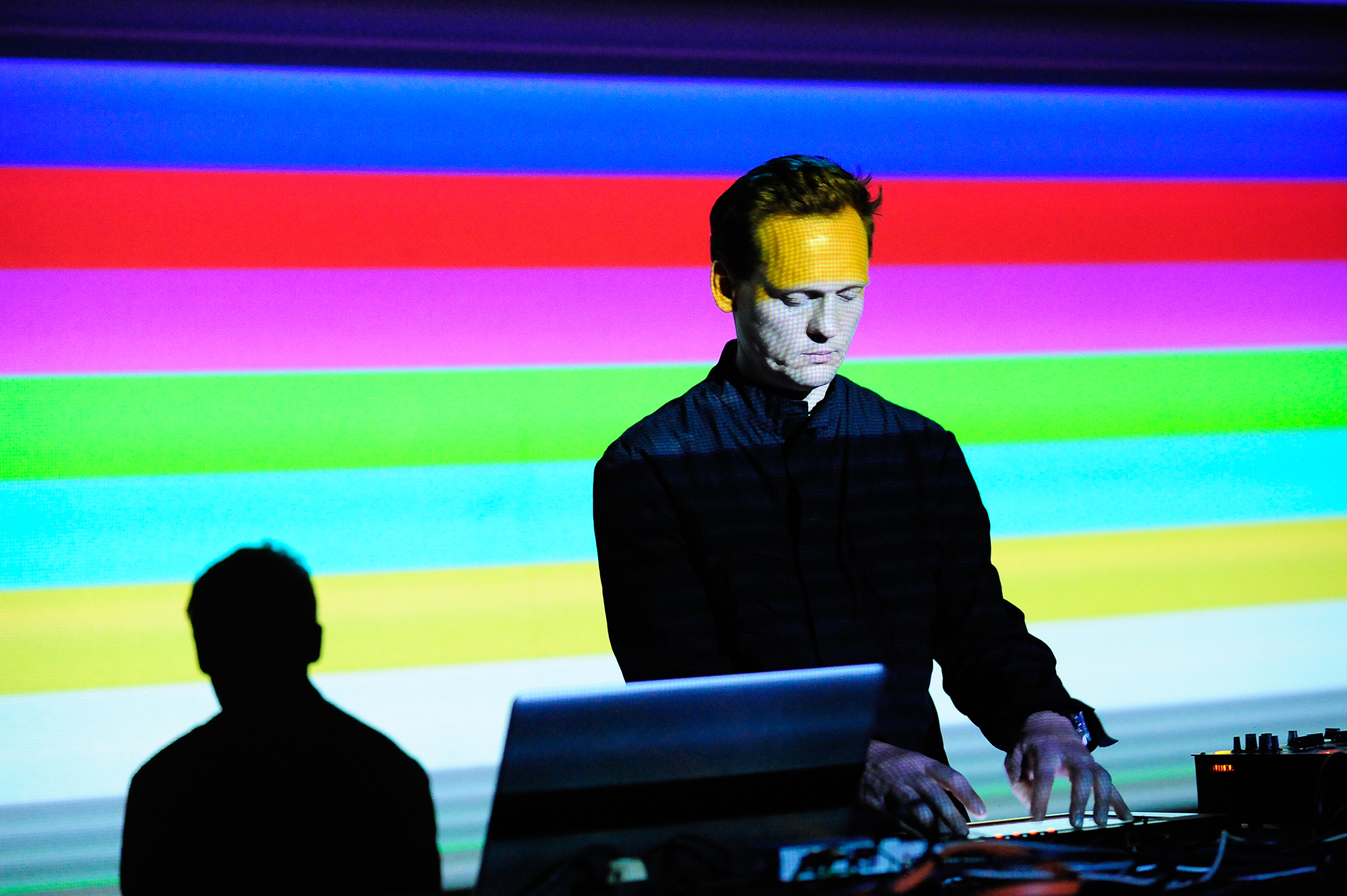
Nicolai während einer Performance als Alva Noto (2009)

Carsten Nicolai (* 18. September 1965 in Karl-Marx-Stadt) ist ein deutscher Künstler, Musiker und Labelbetreiber. Als Musiker ist er unter dem Pseudonym Alva Noto bekannt.

## Leben
Carsten Nicolai wurde 1965 in Karl-Marx-Stadt geboren und wuchs dort auch auf. Sein älterer Bruder ist der Künstler Olaf Nicolai.
Bereits während seines Studiums der Landschaftsarchitektur an der Technischen Universität Dresden, das er 1990 mit dem Diplom abschloss, hatte Nicolai als autodidaktischer bildender Künstler erste Ausstellungen in inoffiziellen Ausstellungsräumen wie der Galerie Hermannstrasse Chemnitz, der Galerie Eigen + Art Leipzig oder der Wohnungsgalerie „deLOCH“ Berlin. Gemeinsam mit anderen Kulturschaffenden war Carsten Nicolai Gründer und langjähriger Betreiber des Chemnitzer Kunst- und Kulturzentrums VOXXX auf dem Kaßberg, eine der ersten freien Kulturinitiativen der Stadt in der Nachwendezeit.
1994/95 gründete Nicolai das Label noton.archiv für ton und nichtton, das 1999 aufgrund der sehr ähnlichen inhaltlichen Ausrichtung mit dem Chemnitzer Label raster music unter dem Namen Raster-Noton fusionierte. Innerhalb weniger Jahre avancierte es zu einem der renommiertesten Labels weltweit und galt neben A-Musik und Mille Plateaux als eines der führenden Labels für experimentelle elektronische Musik in Deutschland.
Nach der Teilnahme an der documenta X (1997) und der 49. und 50. Biennale di Venezia (2001 und 2003) fanden seine Arbeiten Eingang in private und öffentliche Sammlungen und wurden in nationalen und internationalen Ausstellungen renommierter Museen und Galerien präsentiert. Darunter umfangreiche Einzelausstellungen in der Schirn Kunsthalle Frankfurt (anti reflex, 2005), der Neuen Nationalgalerie Berlin (syn chron, 2005), der Berlinischen Galerie (tele, 2018), den Kunstsammlungen Nordrhein-Westfalen (parallax symmetry, 2019) und dem Haus der Kunst München (transmitter / receiver – the machine and the gardener, 2022).
Im Jahr 2007 wurde ihm anlässlich seiner Einzelausstellung im Zürcher Haus Konstruktiv erstmalig der Zurich Art Prize verliehen. Im gleichen Jahr wurde ihm ein Stipendium in der Villa Massimo in Rom zuerkannt.
Seit 2015 hat Nicolai eine Professur für Kunst mit Schwerpunkt auf digitale und zeitbasierte Medien an der Hochschule für Bildende Künste Dresden inne.  2017 wurde bekannt, dass sich Raster-Noton wieder in die Vorgängerlabels aufspaltet. Vertrieben werden das musikalische Werk und die Kollaborationen Nicolais von nun an wieder über sein eigenes Label Noton. Er lebt und arbeitet in Berlin.

## Werk
Carsten Nicolais Arbeit in raumgreifenden Medieninstallationen und in Klangexperimenten orientiert sich am Minimalismus. Als Inspiration dienen ihm unter anderem mathematische Muster wie Gitter, Fehler- und Zufallsstrukturen sowie das Phänomen der Selbstorganisation.
Unter dem Pseudonym Alva Noto zählt Nicolai zu den bekanntesten Vertretern zeitgenössischer elektronischer Musik. Konzerte führten ihn u. a. an das Solomon R. Guggenheim Museum in New York, das San Francisco Museum of Modern Art, das Centre Pompidou in Paris und die Tate Modern in London. Zu seinen verschiedenen musikalischen Projekten zählen Kollaborationen mit Ryōji Ikeda, Mika Vainio, Iggy Pop, Blixa Bargeld und Ryūichi Sakamoto. Mit letzterem komponierte Nicolai die Musik für Alejandro González Iñárritus Oscar-prämierten Film The Revenant, der in der Kategorie Beste Filmmusik für den Golden Globe, den BAFTA und den Grammy nominiert wurde. 2018 arbeitete er als Sounddesigner für Iñárritus VR-Projekt Carne y arena. Im Jahr 2022 erhielt er den Deutschen Dokumentarfilm-Musikpreis beim DOK.fest München.

## Einzelausstellungen (Auswahl)
- 2022: transmitter / receiver – the machine and the gardener, Haus der Kunst, München[9]
- 2019: Parallax Symmetry, Kunstsammlung Nordrhein-Westfalen, Düsseldorf[10]
- 2019: rota, Lehmbruck Museum, Duisburg
- 2018: tele, Berlinische Galerie, Berlin
- 2017: parallex, Ichihara Lakeside Museum, Japan
- 2016: unidisplay, Copenhagen Contemporary, Kopenhagen, Dänemark[11]
- 2016: black absorb pol, Seibu Shibuya, Tokio, Japan
- 2015: unicolor, The Vinyl Factory, London, Großbritannien[12]
- 2015: Strange Attractors, Borusan Contemporary, Istanbul, Türkei[13]
- 2015: ur-geräusche, Kunstverein Braunschweig[14]
- 2015: unidisplay, Sound in Motion, Kunstmuseum Stuttgart[15]
- 2015: unitape, Kunstsammlungen Chemnitz[16]
- 2014: alpha pulse, ICC International Commerce Center Hong Kong, Art Basel, Hongkong, China[17]
- 2014: unidisplay, SonarPLANTA, The Sorigué Foundation, Barcelona, Spanien
- 2013: unidisplay, Museum für Moderne Kunst, Frankfurt[18]
- 2012: unidisplay, HangarBicocca, Mailand, Italien
- 2012: unidisplay, Musée d'art contemporain, Montréal, Kanada[19]
- 2011: pionier, Pace Gallery, New York, USA
- 2010: polar m [mirrored], YCAM Yamaguchi, Japan
- 2010: moiré, Pace Gallery, New York, USA[20]
- 2010: autoR, Temporäre Kunsthalle, Berlin
- 2010: rota, Museum der Bildenden Künste Leipzig
- 2009: pionier II, Piazza del Plebiscito, Neapel, Italien
- 2009: rota, Schering Stiftung, Berlin[21]
- 2008: anti reflex, Hamburger Kunsthalle[22]
- 2007: static fades, Haus Konstruktiv, Zürich, Schweiz
- 2007: static balance, Pace Gallery, New York, USA
- 2006: inver, gezeigt auf der Frieze Art Fair, London und bei der Galerie EIGEN + ART, Leipzig
- 2006: polylit, Kunstmuseum Stuttgart
- 2005: audio visual spaces, Stedelijk Museum voor Actuele Kunst (S.M.A.K.), Gent, Belgien
- 2005: anti reflex, Schirn Kunsthalle, Frankfurt am Main
- 2005: syn chron, Neue Nationalgalerie, Berlin, sowie in Bern, Schweiz und in Yamaguchi, Japan
- 2002: International Art Biennial, Buenos Aires, Argentinien
- 2001: frozen water, Kunstsammlungen Chemnitz
- 2000: Kunstmuseum Ystad, Schweden
- 1999: 1% space, Kopenhagen, Dänemark
- 1998: polyfoto, Galerie für Zeitgenössische Kunst, Leipzig
- 1992: running sap, Galerie Springer, Berlin
- 1991: magica II, Lichtinstallation, KW Institute for Contemporary Art, Berlin
- 1986: der keller, Galerie EIGEN + ART, Leipzig

## Gruppenausstellungen (Auswahl)
- 2023: Glitch. Die Kunst der Störung, Pinakothek der Moderne, München[23]
- 2023: Art in Motion, Shenzhen Museum of Contemporary Art and Urban Planning (MOCAUP), China
- 2022: Broken Music Extended, Hamburger Bahnhof – Nationalgalerie der Gegenwart, Berlin[24]
- 2022: Art and Industry, Ulsan Art Museum, Korea[25]
- 2022: Homosphäre, Kunsthalle Mainz[26]
- 2022: Freezing Point - Kunst unter Null Grad Celsius, Villa Merkel, Esslingen
- 2021: Calder Now, Kunsthalle Rotterdam, Niederlande
- 2021: Ti Zero, Palazzo delle Esposizioni, Rom, Italien[27]
- 2021: Orchestral Manoeuvres: SeeSound. Feel Sound. Be Sound, ArtScience Museum, Singapur[28]
- 2021: Sound and Silence, Kunstmuseum Bonn[29]
- 2020: Audiosphere. Sound Experimentation 1980-2020, Museo Reina Sofía, Madrid, Spanien
- 2020: Technology Transformation. Fotografie und Video in der Kunstsammlung, Kunstsammlung Nordrhein-Westfalen, Düsseldorf[30]
- 2020: STUDIO BERLIN, Berghain, Berlin
- 2020: Doppelleben, Bundeskunsthalle Bonn[31]
- 2019: SWEET HARMONY: RAVE | TODAY, Saatchi Gallery, London, Großbritannien[32]
- 2019: BIG ORCHESTRA, Schirn Kunsthalle, Frankfurt am Main
- 2019: ELECTRO, Philharmonie de Paris, Frankreich
- 2018: RASTER-NOTON: WHITE CIRCLE, Städtische Galerie im Lenbachhaus und Kunstbau München
- 2018: Doppelleben, mumok, Wien, Österreich[33]
- 2017: How beautiful it is and how easily it can be broken, Stedelijk Museum voor Actuele Kunst (S.M.A.K.), Gent, Belgien
- 2017: Fishing for islands, Hamburger Bahnhof – Nationalgalerie der Gegenwart, Berlin
- 2016: Wrap around the time, Nam June Paik Art Center, Yongin-si, Gyeonggi-do, Korea
- 2015: „Geniale Dilletanten“. Subkultur der 1980er-Jahre in Deutschland, Haus der Kunst, München
- 2015: Quantum of Disorder, Haus Konstruktiv, Zürich, Schweiz
- 2014: Art on Sound, Fondazione Prada, Venedig, Italien
- 2013: Soundings. A Contemporary Score, MoMA, New York, USA[34]
- 2013: The magnetic north, Louisiana Museum of Modern Art, Kopenhagen, Dänemark
- 2010: Julia Stoschek Collection – I Want To See How You See, Deichtorhallen, Hamburg
- 2009: The Kaleidoscopic Eye: Thyssen-Bornemisza Art Contemporary Collection, Mori Art Museum, Tokio, Japan
- 2008: Tonspur_expanded: Vom Klang der Kunst. The sound of art, MuseumsQuartier, Wien, Österreich[35]
- 2007: Konstellationen II. Von Gerhard Richter bis Carsten Nicolai, Städel Museum, Frankfurt am Main[36]
- 2007: Space for Your Future, Museum of Contemporary Art, Tokio, Japan
- 2003: Berlin-Moskau / Moskau-Berlin 1950–2000, Martin-Gropius-Bau, Berlin und Moskau, Russland[37]
- 2002: Frequenzen [Hz], Schirn Kunsthalle, Frankfurt am Main
- 2001: Quobo, Art in Berlin 89-99, Hamburger Bahnhof – Nationalgalerie der Gegenwart, Berlin
- 2000: Volume. Bed of Sound, MoMA PS1, New York, USA[38]
- 1997: documenta x, Kassel[39]
- 1997: P, S. 1 Reopening, MoMA PS1, New York, USA

## Diskographie
2023
- Alva Noto: This Stolen Country of Mine (Original Motion Picture Soundtrack), Noton
- Alva Noto: Kinder der Sonne (From „Komplizen“), Noton

2022
- Alva Noto feat. Martin L. Gore & William Basinski: Subterraneans, Noton
- Alva Noto + Ryūichi Sakamoto: Summvs (reMASTER), Noton
- Alva Noto + Ryūichi Sakamoto: Utp_ (reMASTER), Noton
- Alva Noto + Ryūichi Sakamoto: Revep (reMASTER), Noton
- Alva Noto + Ryūichi Sakamoto: Insen (reMASTER), Noton
- Alva Noto + Ryūichi Sakamoto: Vrioon (reMASTER), Noton

2021
- Alva Noto: HYbr:ID I, Noton

2020
- Alva Noto: Xerrox Vol. 4, Noton
- Alva Noto: A Forest, Noton

2019
- Alva Noto + Anne-James Chaton: Alphabet, Noton
- Alva Noto + Ryūichi Sakamoto: TWO (Livealbum), Noton

2018
- Alva Noto: UNIEQAV, Noton
- Alva Noto + Ryūichi Sakamoto: Glass, Noton
- Mika Vainio + Ryōji Ikeda + Alva Noto: Live 2002, Noton

2015
- Alva Noto: Xerrox Vol. 3, Raster-Noton
- Ryūichi Sakamoto, Alva Noto & Bryce Dessner: The Revenant (Original Motion Picture Soundtrack), Milan Records

2012
- Anne-James Chaton, Alva Noto & Andy Moor: Décade, Raster-Noton

2011
- Alva Noto: UNIVRS, Raster-Noton
- Alva Noto + Ryūichi Sakamoto: Summvs, Raster-Noton
- cyclo. (Ryōji Ikeda + Alva Noto): id, Raster-Noton

2010
- Alva Noto: For 2, LINE
- anbb (Alva Noto + Blixa Bargeld): Mimikry, Raster-Noton
- anbb (Alva Noto + Blixa Bargeld): ret marut handshake, Raster-Noton

2009
- Alva Noto: Xerrox Vol. 2, Raster-Noton
- Alva Noto + Ryūichi Sakamoto + Ensemble Modern: Utp_, Raster-Noton

2008
- Alva Noto: UNITXT, Raster-Noton

2007
- signal: robotron (mit Olaf Bender und Frank Bretschneider), Raster-Noton
- Alva Noto: Xerrox Vol.1, Raster-Noton
- Aleph-1, Aleph-1, iDEAL recordings

2006
- Alva Noto: For, LINE[40]
- Alva Noto + Ryūichi Sakamoto: Revep, Raster-Noton

2005
- Alva Noto + Ryūichi Sakamoto: Insen, Raster-Noton
- Alva Noto: transspray, Raster-Noton
- Alva Noto: transvision, Raster-Noton

2004
- Opto (Opiate + Alva Noto), Opto 2nd, Hobby Industries
- Alva Noto: transrapid, Raster-Noton

2003
- noto: ∞ (sonar endless loop edition III), Raster-Noton

2002
- Alva Noto + Ryūichi Sakamoto: Vrioon, Raster-Noton
- noto: autorec, Raster-Noton
- noto: ∞ (endless loop edition II), Raster-Noton

2001
- Alva Noto: transform, Mille Plateaux / Raster-Noton
- Alva Noto: Modul 4, Raster-Noton
- cyclo. (Ryōji Ikeda + Alva Noto): . , Raster-Noton
- Ø + noto: wohltemperiert, Raster-Noton
- Opto (Opiate + Alva Noto), Opto Files, Raster-Noton

2000
- Alva Noto: Prototypes, Mille Plateaux
- noto: Telefunken, Raster-Noton

1999
- noto: empty garden, Watari-um Museum, Tokio, Japan
- noto: time..dot, Raster-Noton
- signal: centrum (mit Olaf Bender und Frank Bretschneider), Raster-Noton
- noto + Yoko Towada: 13, Raster-Noton

1998
- noto: polyfoto, Raster-Noton
- noto: kerne, Raster-Noton
- signal: waves and lines (mit Olaf Bender und Frank Bretschneider), Raster-Noton

1997
- noto: ∞ (endless loop edition), raster music
- noto: ∞ , noton / raster music
- Ø + noto: mikro makro, noton / raster music

1996
- noto: spin, noton / raster music

## Hörspiele
- 1999: Kai Grehn: gaia 125, (Doppel-LP, Major Label, ISBN 978-3-945715-05-5), Autorenproduktion i. A. vom WDR
- 2003: William S. Burroughs: The Retreat Diaries. Tagebuch eines Rückzugs. – Regie: Kai Grehn (CD, Edition Galerie Vevais, ISBN 3-936165-86-6), SWR
- 2007: Kai Grehn/Carsten Nicolai: Messages for 2099, HR/DLF
- 2011: Charles Baudelaire Die künstlichen Paradiese – Regie: Kai Grehn (CD, Hörbuch Hamburg, ISBN 978-3-89903-033-4), RB/HR/RBB/SR
- 2011: Kōbō Abe: Die Frau in den Dünen – Regie: Kai Grehn, NDR
- 2013: Marguerite Duras: La Musica – Regie: Kai Grehn, SR/RBB
- 2014: Walt Whitman: Kinder Adams. Children of Adam. – Regie: Kai Grehn (CD, Hörbuch Hamburg, ISBN 978-3-89903-914-6), RB/DLR/SWR
- 2016: Antoine de Saint-Exupéry: Der kleine Prinz – Regie: Kai Grehn (CD, Hörbuch Hamburg/Silberfisch, ISBN 978-3-86742-309-0), WDR
- 2023: Kai Grehn: Die Causa Jeanne d'Arc – Regie: Kai Grehn SWR/RBB